# Robert Behla
Robert Franz Behla (* 2. Juni 1850 in Luckau; † 22. Januar 1921 in Berlin-Charlottenburg) war ein deutscher Mediziner und Prähistoriker.

## Leben und Wirken
Robert Behla wurde als Sohn des Kaufmanns Gustav Behla in Luckau geboren und besuchte das Gymnasium seiner Heimatstadt. 1869 begann er ein Studium der Medizin an der Universität Leipzig und wurde bei der Landsmannschaft Afrania aktiv. Im Garde-Füsilier-Regiment nahm er 1870/71 am Deutsch-Französischen Krieg und an der Belagerung von Paris teil. Danach setzte er sein Studium in Berlin fort. 1874 wurde er dort zum Dr. med. promoviert. Im darauf folgenden Jahr bestand er das Staatsexamen und führte eine Studienreise nach Prag und Wien durch. Im Oktober 1875 ließ er sich als Arzt in Luckau nieder. 1883 wurde er Kreiswundarzt des Kreises Luckau, 1893 Sanitätsrat, 1901 Kreisarzt und Medizinalrat. Als ständiger Hilfsarbeiter ging er 1902 zur Regierung nach Potsdam. 1904 wurde er Geheimer Medizinalrat. Im folgenden Jahr wurde er als Regierungsrat und Sanitätsreferent nach Stralsund versetzt. 1909 erfolgte die Ernennung zum Mitglied des Preußischen Statistischen Landesamtes und zum Leiter der Medizinalabteilung.
Als Mediziner forschte er über Protozoen, akute Exantheme und Krebs. Außerdem beschäftigte er sich mit Hygienefragen. Er war Mitglied des Deutschen Zentralausschusses für Krebsforschung und des Preußischen Medizinalbeamtenvereins, Schriftleiter der Medizinalstatistischen Nachrichten und Mitherausgeber der Zeitschrift für Tuberkulose. Auch zu prähistorischen Themen arbeitete er, so zu Urnenfriedhöfen und Rundwällen. 1884 gehörte er zu den Mitbegründern der Niederlausitzer Gesellschaft für Anthropologie und Urgeschichte, deren Vorstands- und Ehrenmitglied (seit 1920) er war. Auch der Denkmalschutzkommission für die Provinz Brandenburg und der Berliner Gesellschaft für Anthropologie, Ethnologie und Urgeschichte gehörte er an. Korrespondierende Mitgliedschaften hielt er in der Oberlausitzischen Gesellschaft der Wissenschaften, der Brandenburgia und dem Verein für die Geschichte Berlins. Als Gelegenheitsschriftsteller publizierte er die Gedichtsammlung Spreewaldsklänge.
Er war mit Catharina Matschenz verheiratet und hatte drei Töchter: Alice (* 1887), Hedwig (* 1892) und Lucie (* 1898).
Robert Behla starb 1921 im Alter von 70 Jahren in Berlin-Charlottenburg. Beigesetzt wurde er auf dem Kaiser-Wilhelm-Gedächtnis-Friedhof in Westend. Das Grab ist nicht erhalten.

## Werke
- Ueber Resectionen in der Continuität beim difformen Callus mit Bezug auf einen vom Verfasser beobachteten Fall. Dissertation, Berlin 1874
- Die Urnenfriedhöfe mit Thongefäßen des Lausitzer Typus. Kutzscher, Luckau 1882
- Die Gesundheitsverhältnisse des Kreises Luckau. [Entleutner], [Luckau] 1884
- Die vorgeschichtlichen Rundwälle im östlichen Deutschland. Asher, Berlin 1888 (Google Books).
- Die Abstammungslehre und die Errichtung eines Institutes für Transformismus. Lipsius & Tischer, Kiel [u. a.] 1894
- Spreewaldsklänge. E. Bruchmann, Lübbenau 1895 (Gedichte)
- Die Amöben insbesondere vom parasitären und culturellen Standpunkt. A. Hirschwald, Berlin 1898
- Die Carcinomlitteratur. R. Schoetz, Berlin 1901
- Über die Errichtung eines Instituts für Krebsforschung. R. Schoetz, Berlin 1902
- Die Sammelmolkereien als Typhusverbreiter. Fischer, Jena 1902
- Das bakteriologische Laboratorium bei der Königlichen Regierung in Potsdam. R. Schoetz, Berlin 1902
- Die pflanzenparasitäre Ursache des Krebses und die Krebsprophylaxe. R. Schoetz, Berlin 1903
- Der tatsächliche Krebserreger, sein Zyklus und seine Dauersporen. Schoetz, Berlin 1907
- Die künstliche Züchtung des Krebserregers, seine Feststellung in der Außenwelt und der rationelle Krebsschutz. Schoetz, Berlin 1908
- Die Bestätigung der künstlichen Züchtung des Krebserregers sowie weitere geschwulststatist. Schoetz, Berlin 1910
- Krebs und Tuberkulose in beruflicher Beziehung vom Standpunkte der vergleichenden internationalen Statistik. In: Medizinalstatistische Nachrichten. Band 2, Kgl. Preuß. Statist. Landesamt, Berlin 1910, S. 114–248
- Der Rückgang der allgemeinen Säuglingssterblichkeit in Preussen seit 1875–1910 sowie speziell die Säuglingssterblichkeit in den Provinzen, Regierungsbezinken und Kreisen Preussens 1910 und 1904. Buchdruckerei W. Koebke, Berlin 1911
- Meine Züchtungsmethode des Blastozoon globosum aus krebsartigen Geschwülsten und seine diagnostische Verwertung. Allgemeine Medizinische Verlagsanstalt, Berlin 1912